# Hala OSiR-u w Stargardzie
Hala Ośrodka Sportu i Rekreacji – hala widowiskowo-sportowa w Stargardzie, w Polsce.

## Historia i charakterystyka
Wielofunkcyjny obiekt widowiskowo-sportowy był wybudowany w Stargardzie Szczecińskim w latach 80. z funduszy ZNTK oraz wsparciu miasta i ostatecznie oddany do użytku w roku 1988. W roku 1999 rozpoczęto budowę nowej trybuny, zlokalizowaną po stronie północnej, wraz z zapleczem i do niespełna 600 miejsc dobudowano kolejne 1200. Pojemność w 2000 wynosiła ok. 2000 widzów, z czego miejsc siedzących – 1490. Do dyspozycji było zaplecze sanitarne – 4 szatnie, 2 systemy natrysków oraz specjalistyczna siłownia oraz była możliwość korzystania z zabiegów SPA w Hotelu 104 (ten sam obiekt). Nową część oddano do użytku 31 sierpnia 2000. Nawierzchnia naturalna – parkiet drewniany – o wymiarach 42 na 24 metry (rewitalizowany w 2012 roku). Swoje spotkania w hali rozgrywali i rozgrywają koszykarze klubu Spójnia Stargard, grał były zespół II ligowy piłki siatkowej kobiet. Obiekt również był i jest adaptowany na potrzeby innych imprez (rozgrywki brydżowe, turnieje tańca, gale MMA) oraz koncerty i widowiska. Obiekt położony jest w pobliżu Stadionu Miejskiego w Stargardzie.

## Charakterystyka i funkcjonalność hali w 2024
W 2024 w hali Ośrodka Sportu i Rekreacji w Stargardzie został przeprowadzony remont, który objął starą trybunę od strony ulicy Pierwszej Brygady oraz dwóch mniejszych trybun za koszami i parkietu. Trybuny za koszami zostały rozebrane i zastąpione teleskopowymi (rozkładane). Miały one po trzy rzędy siedzisk, natomiast nowe mają po sześć rzędów i razem jest ich 408, o 220 więcej niż było poprzednio. W starej trybunie, od strony ulicy Pierwszej Brygady, zostały zdemontowane drewniane siedziska, które zastąpiły nowe, plastikowe. Na starej i na nowej trybunie kolorystyka krzesełek jest taka sama, po bokach trybuny są siedziska bordowe, na środku żółte. W hali został także wymieniony parkiet, gdzie nową nawierzchnię uzupełniły elementy zainstalowane bezpośrednio w podłodze – m.in. słupki, siatki i obręcze. Został on wykonany z paneli o grubości ponad 2 cm i każdy z nich ma odpowiednio zaimpregnowaną wierzchnią warstwę z litego drewna. Nowy parkiet odpowiada wymogom Międzynarodowej Federacji Koszykówki (FIBA) dając większe bezpieczeństwo i komfort zawodnikom PGE Spójni Stargard oraz wszystkim, którzy grają w hali m.in. w piłkę ręczną, w siatkówkę czy piłkę nożną. Koszt przeprowadzonej inwestycji to prawie 1 500 000 zł., a Ośrodek Sportu i Rekreacji w Stargardzie pozyskał 550 000 zł dofinansowania z Ministerstwa Sportu i Turystyki. Obecnie pojemność areny wynosi około 2220 widzów (w tym 1710 miejsc siedzących). Na bocznej ścianie hali powstał mural, który poświęcony jest stargardzkiemu koszykarskiemu klubowi i przedstawia boisko do koszykówki z górującym nad nim koszykarzem wraz z trybunami wypełnionymi kibicami oraz herbem Spójni Stargard. Kierownikiem obiektu od roku 2006 jest Ireneusz Purwiniecki.

## Galeria

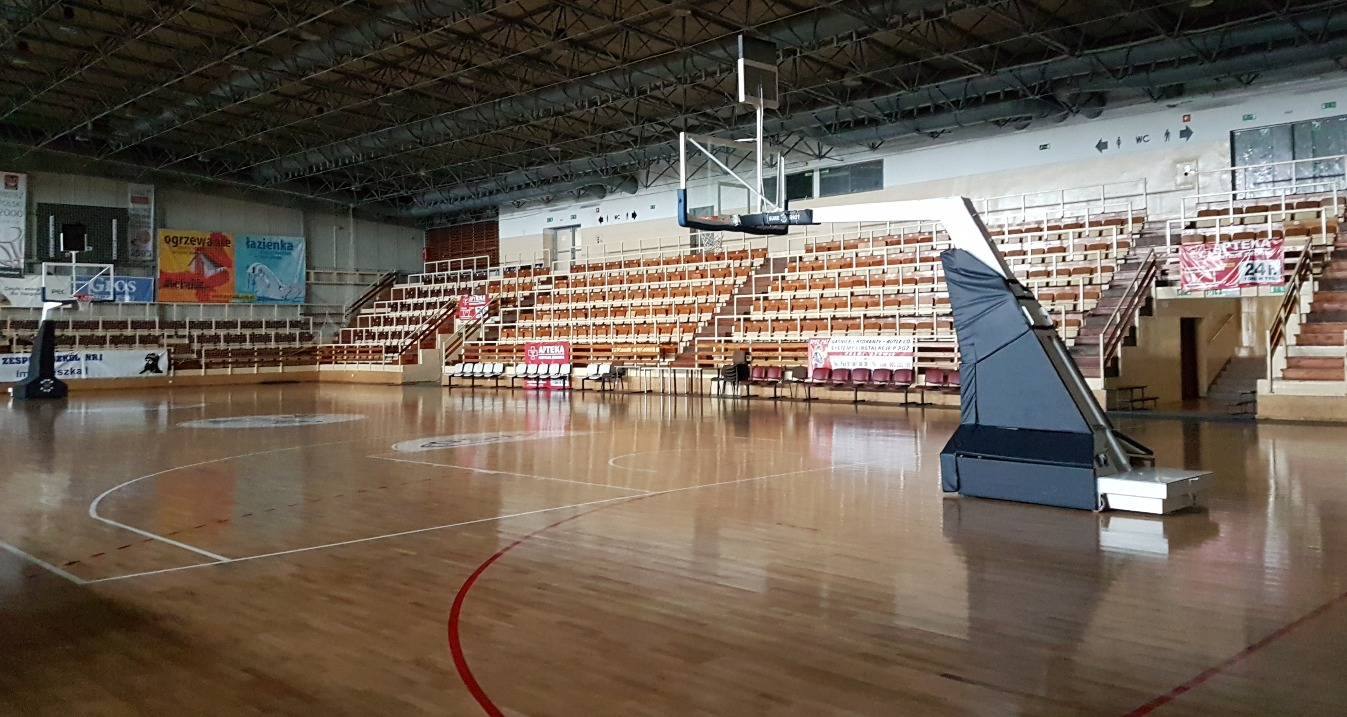
Widok na główną trybunę (1989)
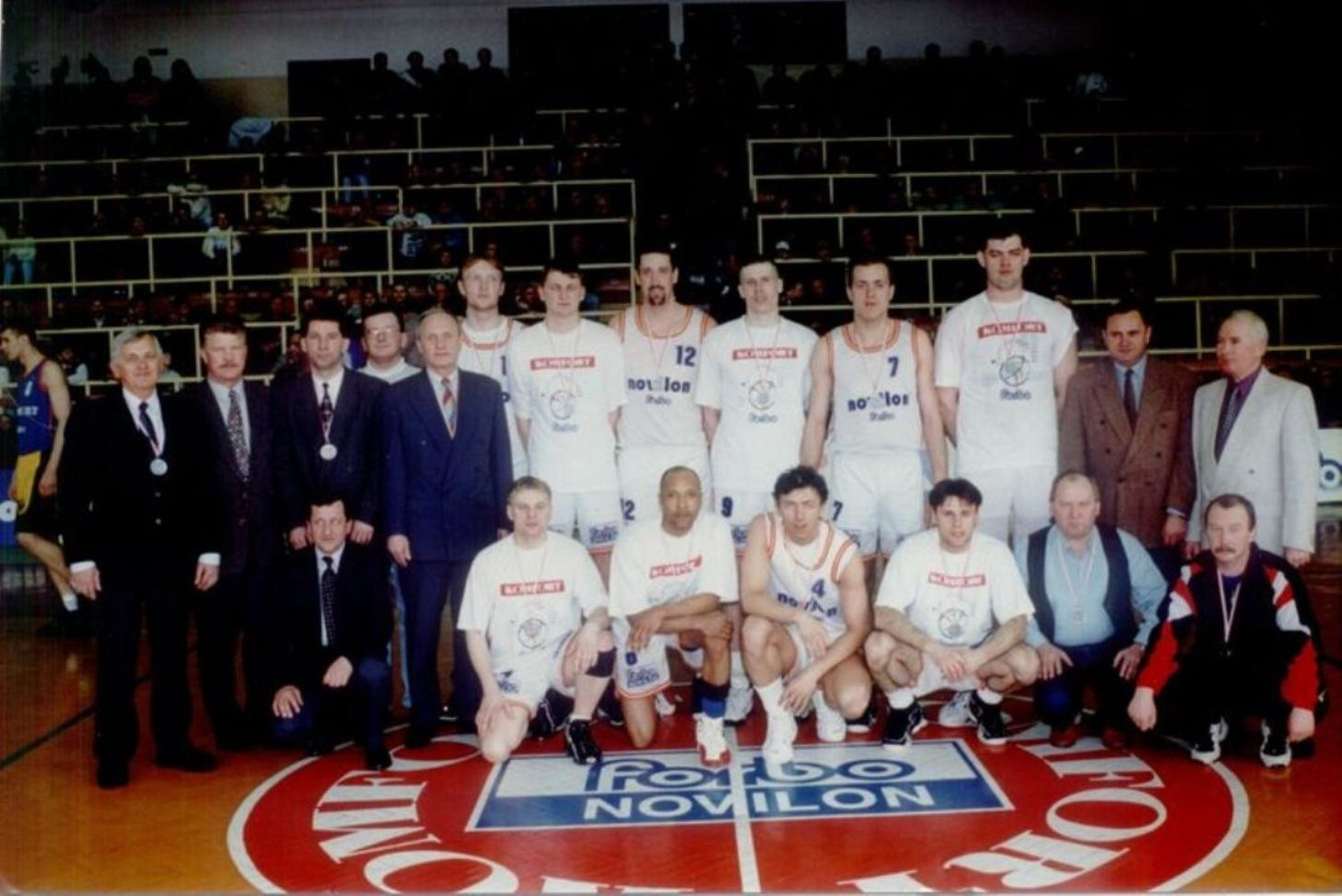
Hala i wicemistrz Polski w koszykówce (1997)
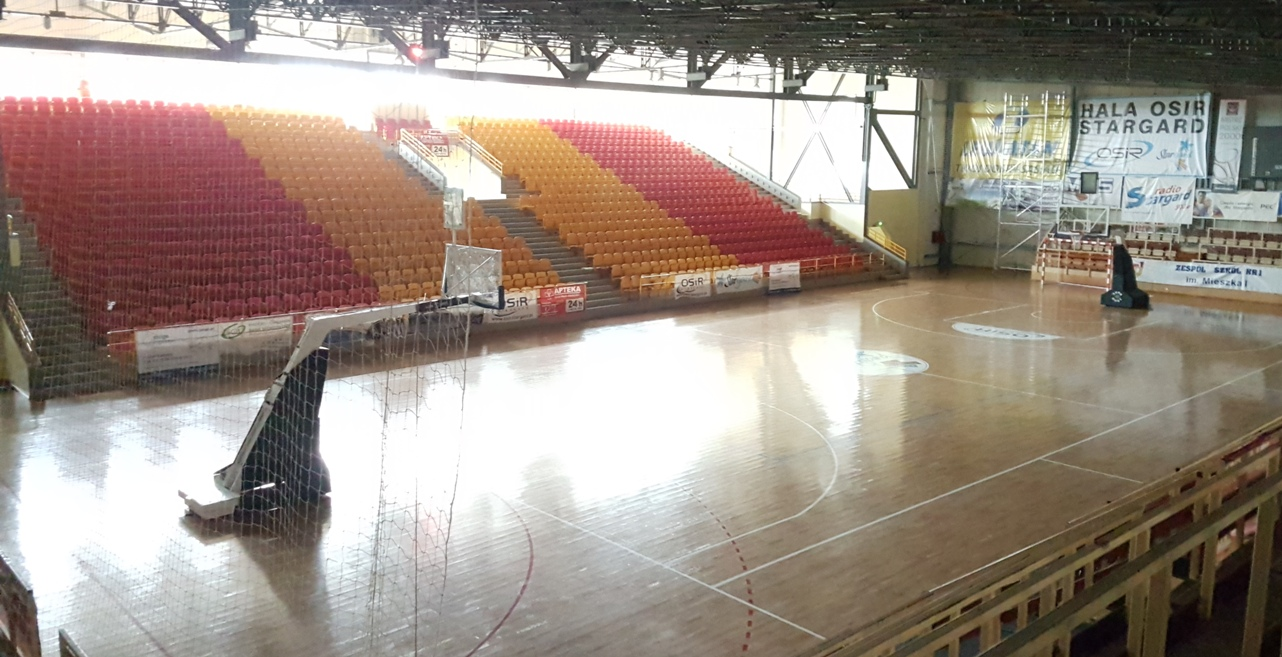
Widok na nową trybunę (2001)
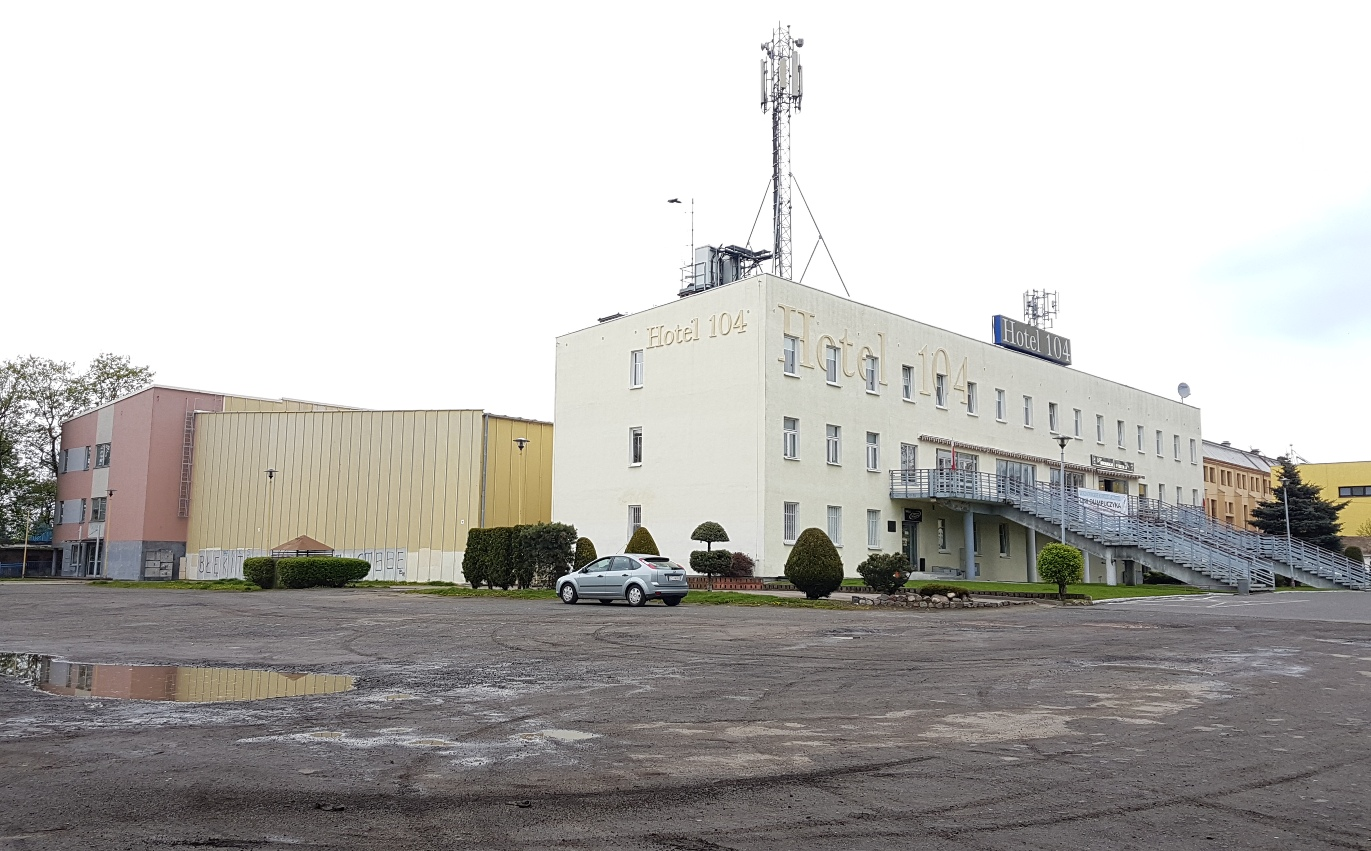
Kompleks sportowy hali OSiR
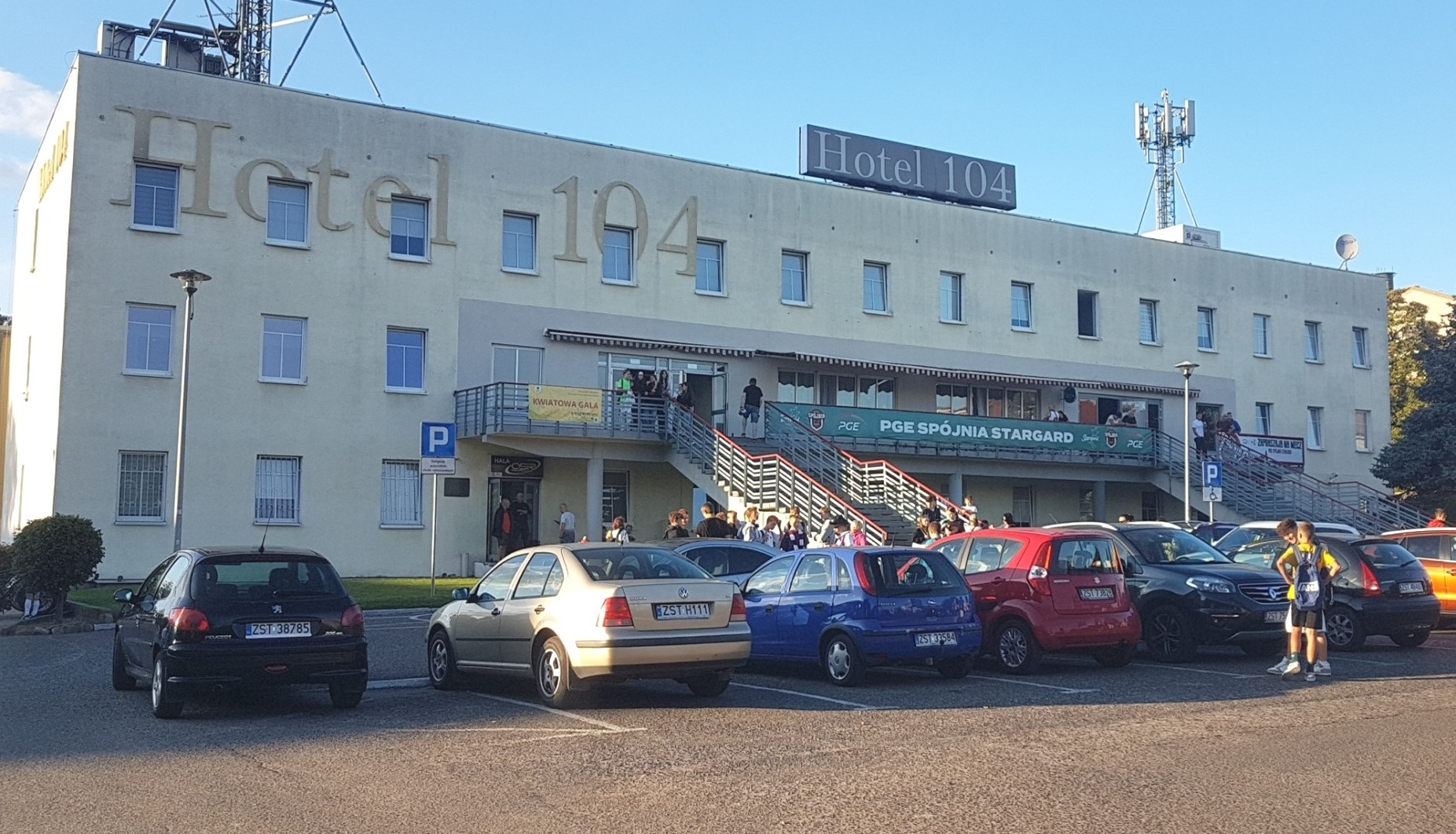
Hala wraz z hotelem 104
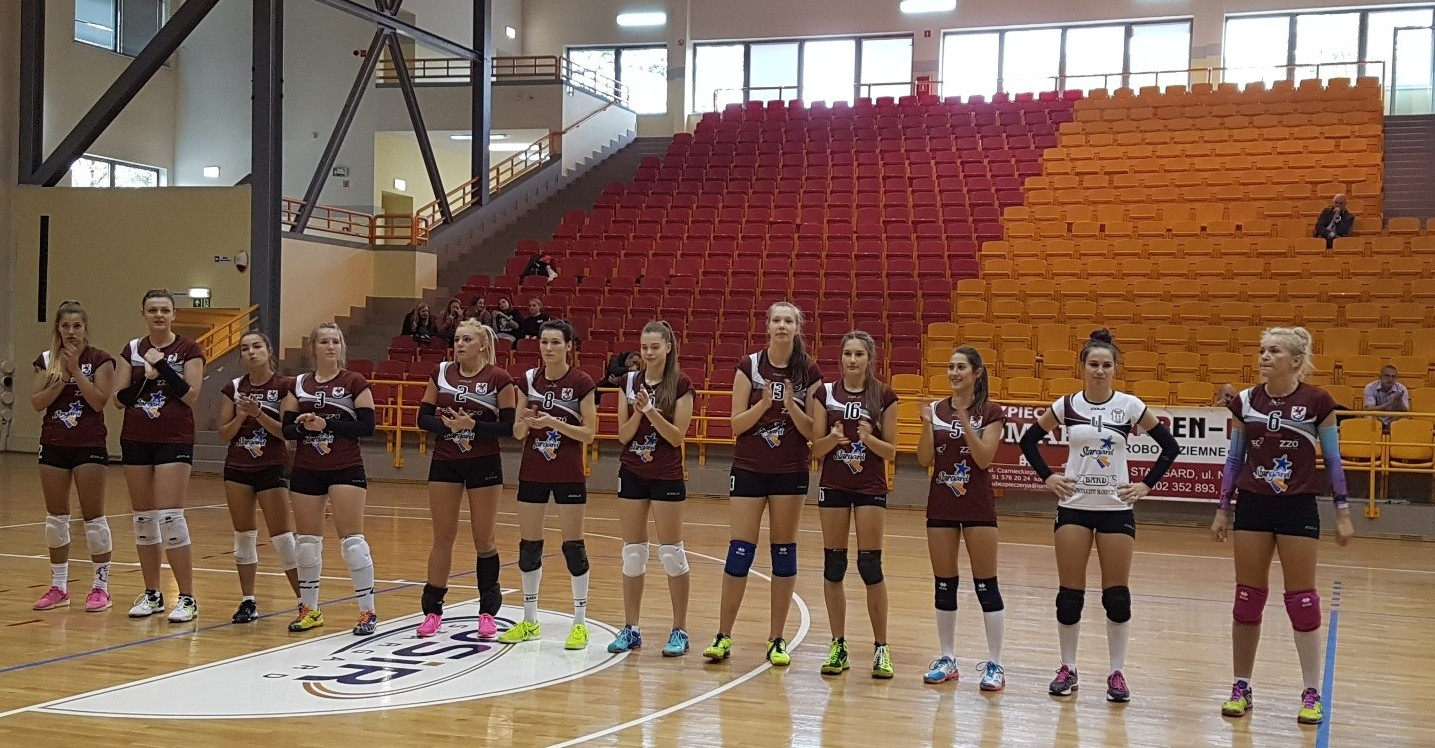
Hala podczas meczu siatkówki (2017)
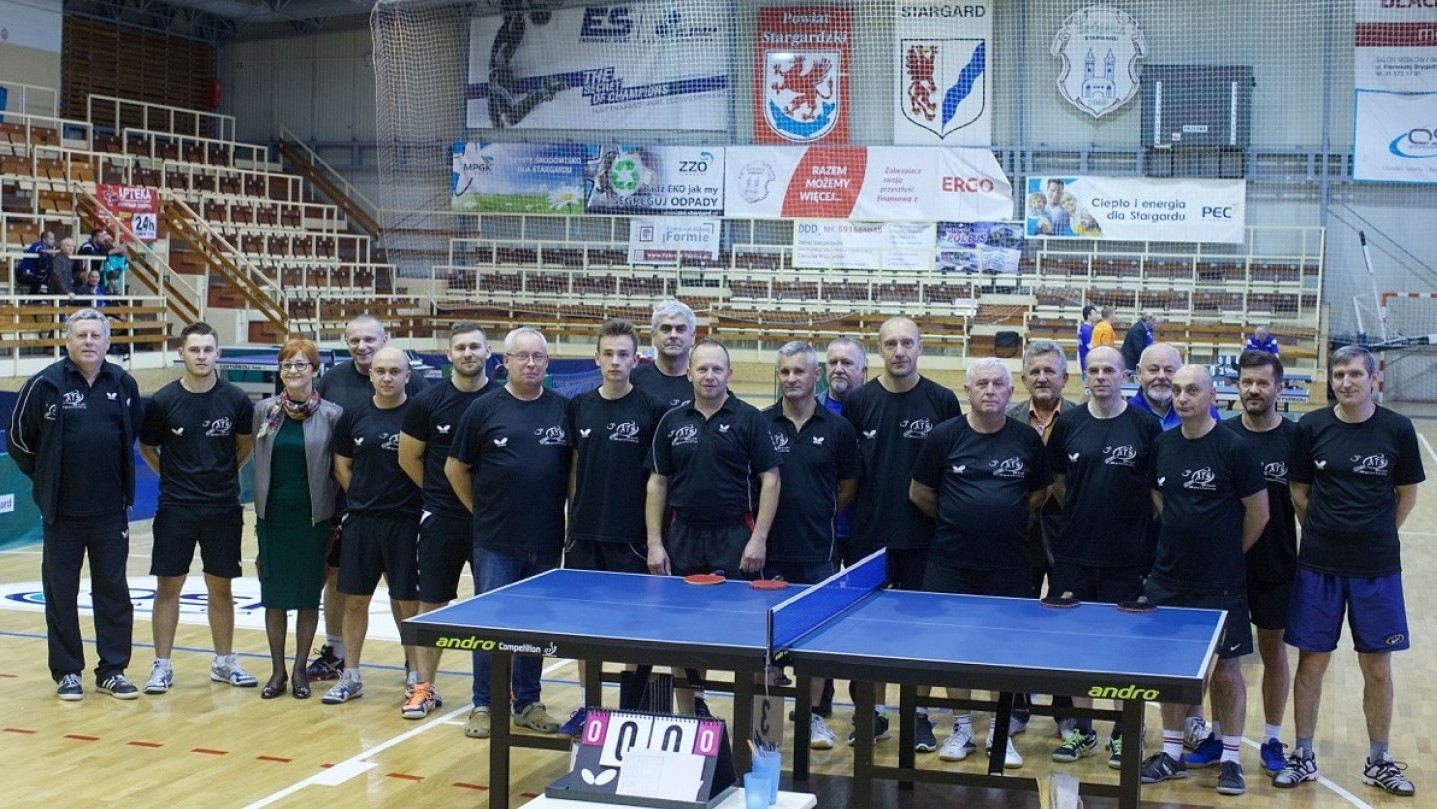
Hala podczas rozgrywek II ligi tenisa stołowego (2018)
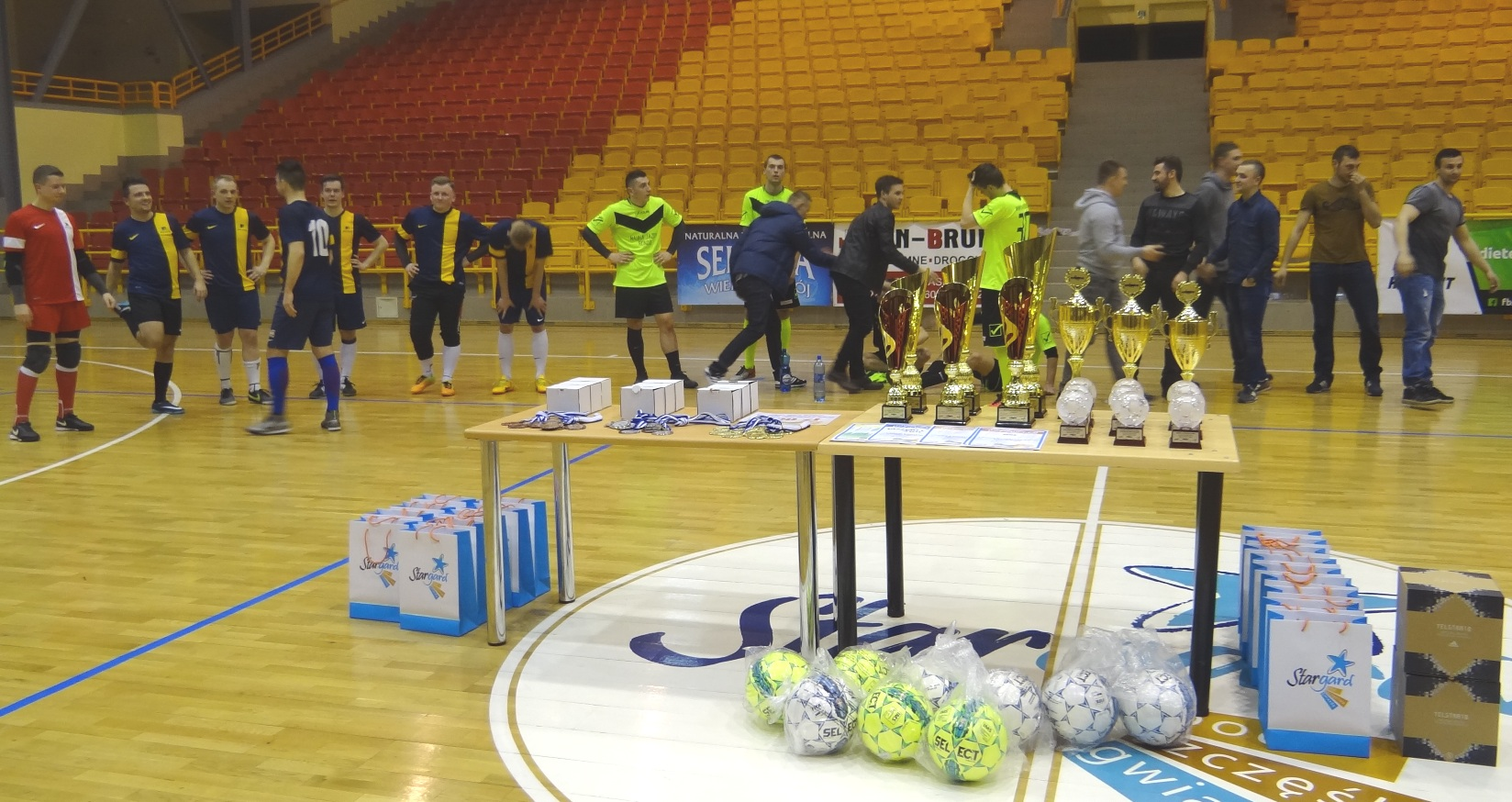
Hala podczas rozgrywek HALP (2018)
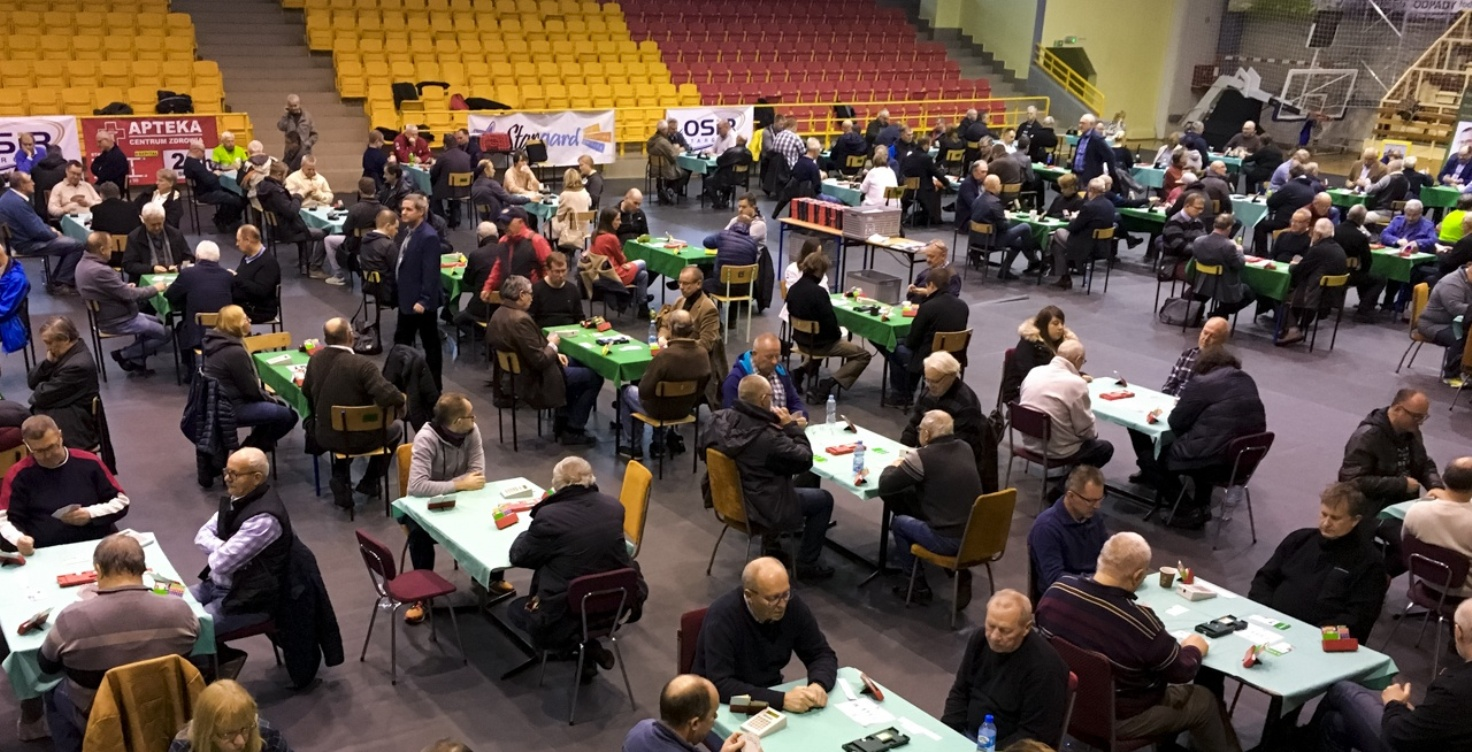
Hala podczas memoriału brydżowego (2018)
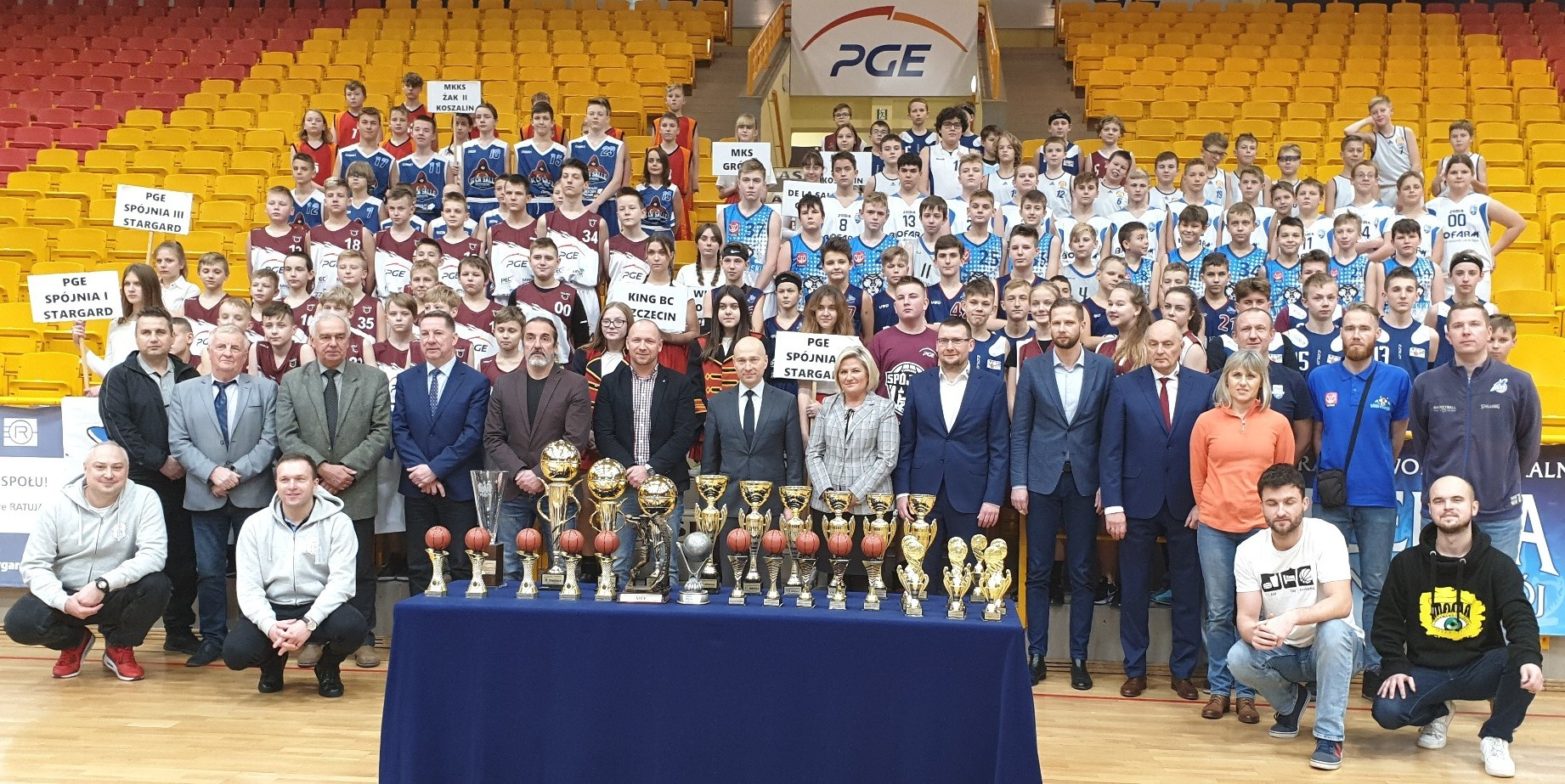
Hala podczas OTK o Puchar Prezydenta RP (2019)
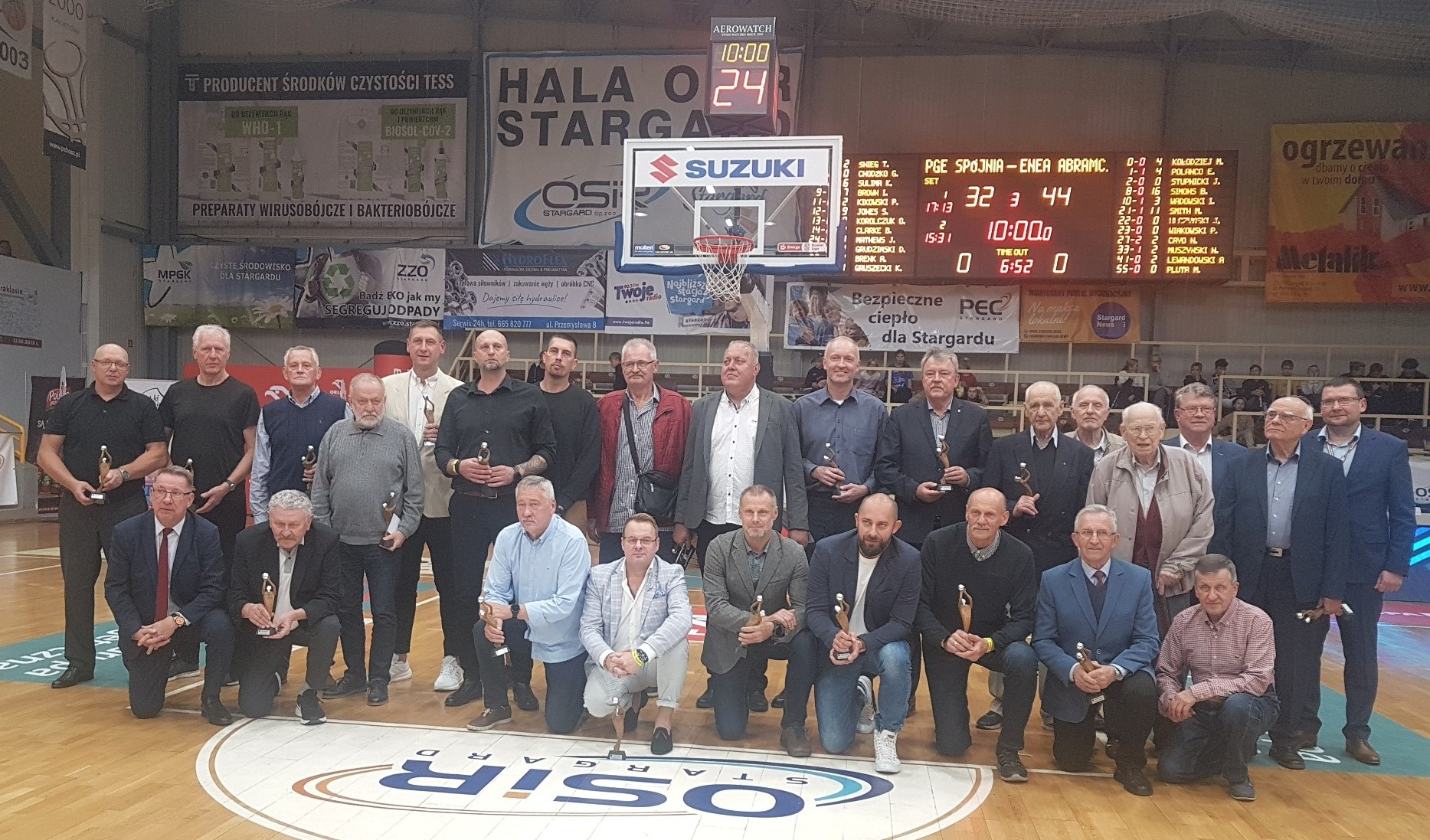
Hala i byli koszykarze (2022)
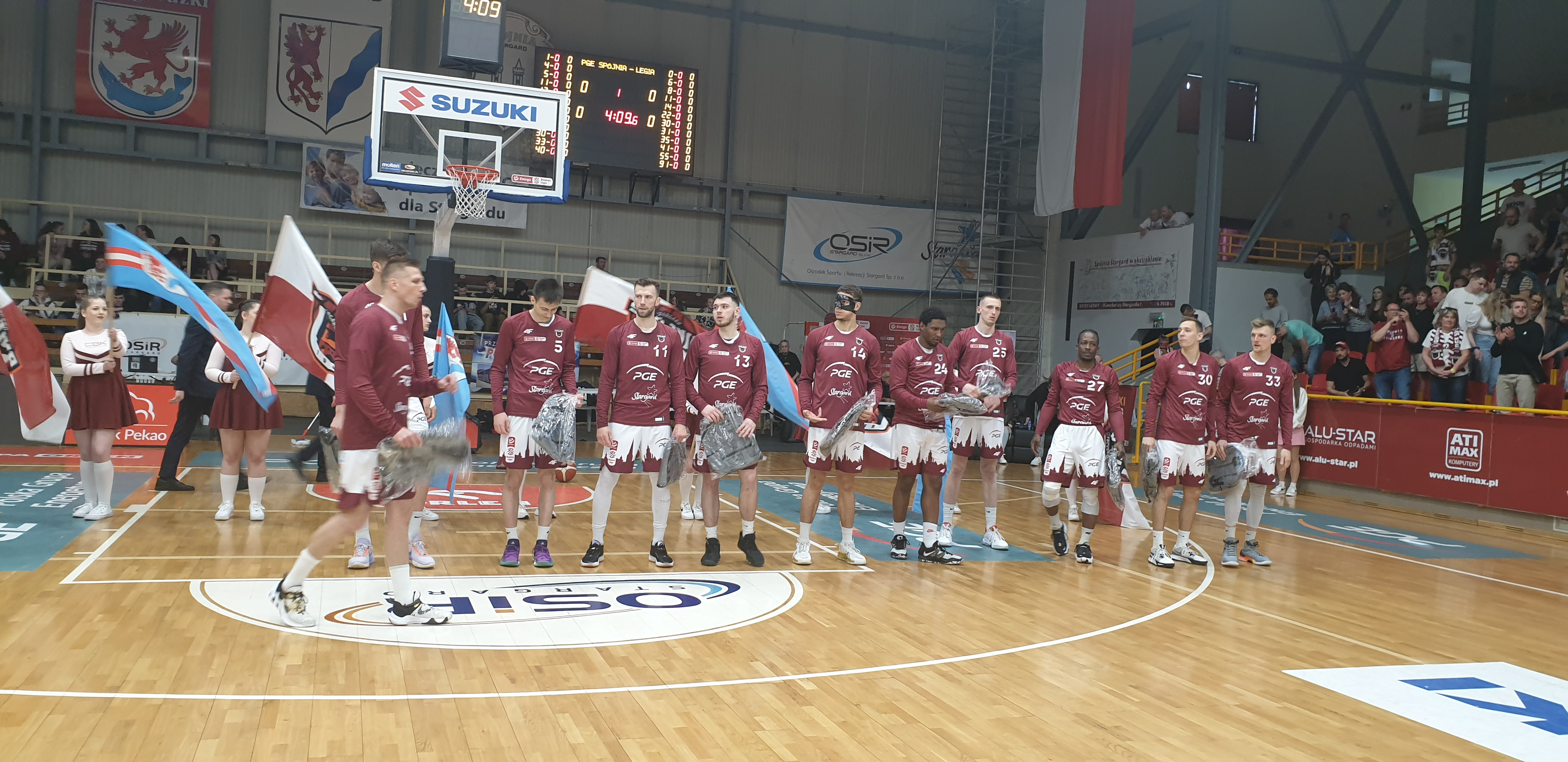
Hala podczas meczu koszykówki (2023)
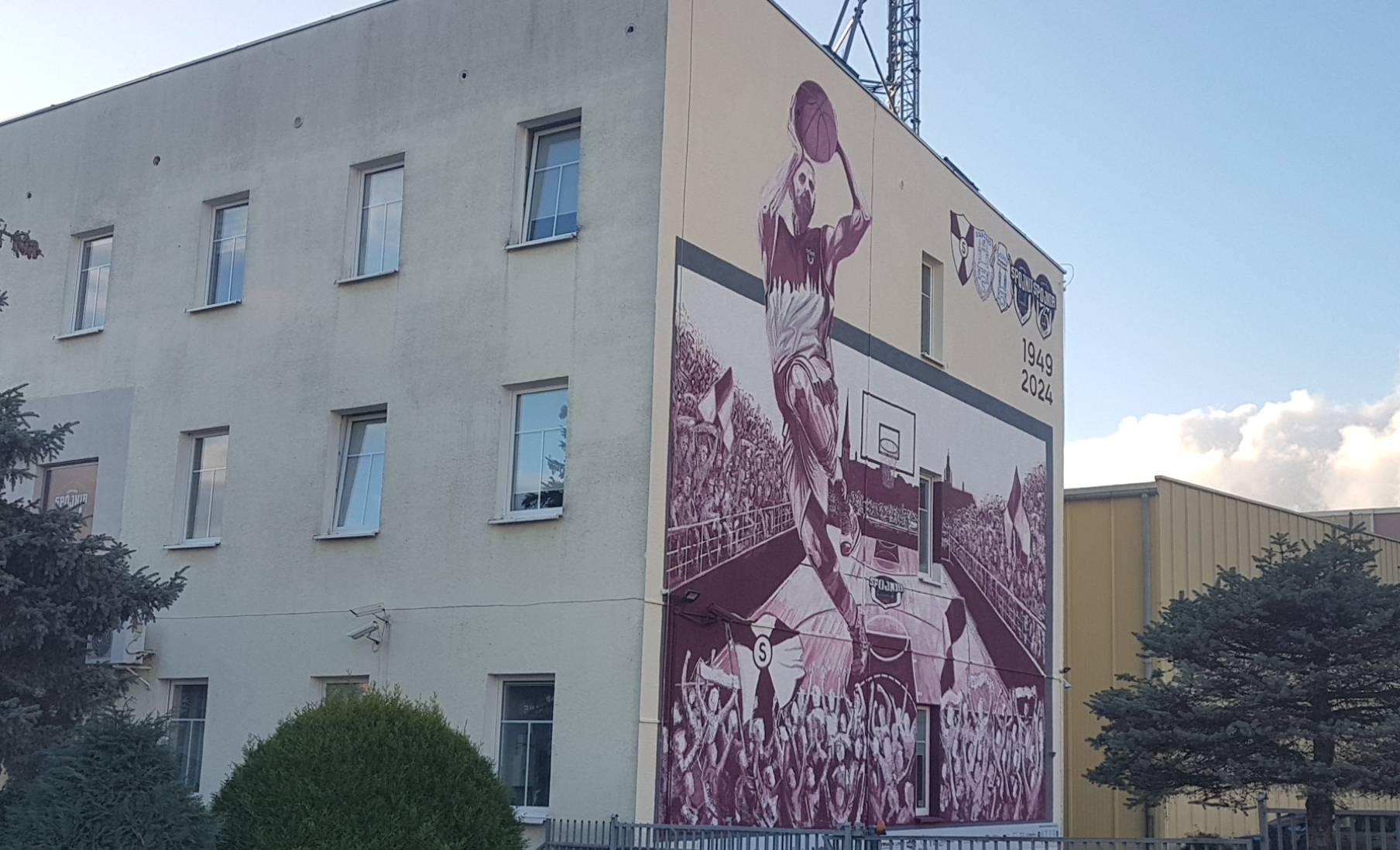
Hala OSiR i mural (2024)
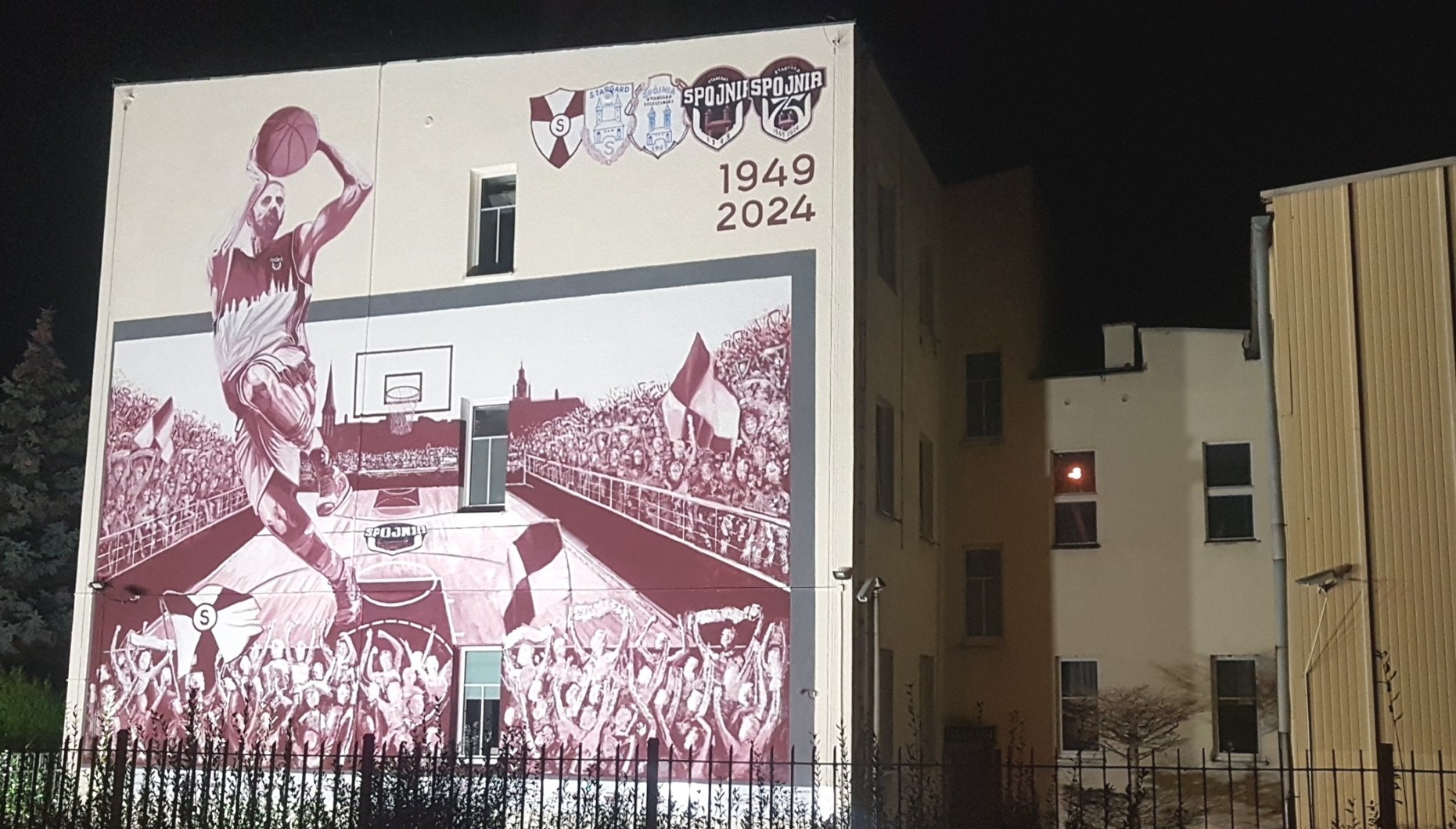
Mural na OSiR (2024)